# Udham Singh (hockey sur gazon)
Cet article concerne un joueur de hockey sur gazon. Pour le révolutionnaire indien, voir Udham Singh.
Udham Singh Kular, né le 4 août 1928 à Sansarpur et mort le 23 mars 2000 dans la même ville, est un joueur indien de hockey sur gazon.

## Biographie
Il participe à quatre éditions des Jeux olympiques avec l'équipe nationale de hockey, de 1952 à 1964, remportant la médaille d'or à trois reprises (en 1952, 1956 et 1964) et l'argent à une reprise (en 1960).